# Кривицкий, Дмитрий Борисович
Дмитрий Борисович Кривицкий (род. 9 марта 1974) — российский предприниматель и политик, член Совета Федерации (2011—2016).

## Биография
В 1996 году окончил Московскую государственную юридическую академию, затем работал начальником управления фондового рынка в ООО «РИТ Банк», с апреля 2010 — советник при ректорате МГЮА, с 2008 — помощник первого заместителя председателя Совета Федерации. Член партии «Единая Россия».
С декабря 2011 по сентябрь 2016 года — член Совета Федерации. С января 2012 по январь 2013 года являлся членом Комитета Совета Федерации по международным делам, с января 2013 по сентябрь 2016 года занимал должность заместителя председателя этого Комитета.
30 января 2017 года в отношении Кривицкого возбуждено уголовное дело по подозрению в получении в 2012 году взятки в размере 15 млн рублей, 1 марта 2017 года он объявлен в международный розыск. Обвинения сформулированы на основании показаний осуждённого в 2016 году Арнольда Шалмуева, бывшего заместителя главы администрации Новгородской области.
25 июля 2018 года Кривицкий арестован в Кортина-д’Ампеццо (Италия) по запросу российских властей. По словам адвоката Кривицкого, Мауро Анетрини, годом ранее бывший сенатор обратился с просьбой о предоставлении политического убежища во Франции (со сроком рассмотрения в ноябре 2018 года) и не знал, что объявлен в международный розыск. Представители французских властей заверили его, что в соответствии с Женевскими конвенциями он имеет право перемещения по странам Евросоюза. От добровольной экстрадиции в Россию Кривицкий отказался.
2 августа 2018 года освобождён из-под ареста решением апелляционного суда Венеции, который не рассматривал вопрос об экстрадиции.
25 ноября 2019 года судебная коллегия по уголовным делам Новгородского областного суда оставила без удовлетворения апелляционные жалобы бывшей помощницы Кривицкого Натальи Строминой, осуждённой 21 августа Новгородским районным судом за посредничество при передаче взятки (вину она не признала), и её адвоката. Прокуратура Новгородской области заявила, что приговор вступил в законную силу (семь лет и три месяца лишения свободы в колонии общего режима со штрафом в объёме двукратного размера взятки). Ранее также за посредничество был осуждён шофёр Кривицкого.